# Железнодорожная колония
Железнодоро́жная коло́ния (укр. Залізнична колонія) — историческая местность, бывший посёлок Юго-Западной железной дороги в Соломенском районе города Киева. Расположена вдоль улиц Ползунова, Георгия Кирпы, Брюллова, Ивана Огиенко, Архитектора Кобелева и Стадионной.

## История
Возникла в 69—70-е годы ХІХ столетия как поселение железнодорожников поблизости недавно построенного железнодорожного вокзала и железнодорожных мастерских. Застраивался преимущественно 1—2-этажными зданиями. Вероятно, вошла в состав Киева вместе с соседней Соломенкой.
В 80-е годы XX столетия значительная часть старой застройки была снесена, однако несколько улиц со старой застройкой сохранились. Пейзаж местности частично даёт возможность представить себе как выглядели рабочие поселения и предместья конца XIX — начала XX столетий.
В 2001 году на части территории бывшей Железнодорожной колонии построен новый Южный вокзал, который сообщается переходом с Центральным вокзалом (идея строительства впервые высказана в 1903 году).

## Строения, имеющие историческое или архитектурное значение
- бывший приют, ныне Киевское высшее профессиональное училище железнодорожного транспорта, 1900 (ул. Архитектора Кобелева, 1/5);
- химико-техническая лаборатория, 1899—1900 (ул. Архитектора Кобелева, 3/8);
- жилые здания рабочих (ул. Архитектора Кобелева, 4/6, 5, 6, 8, ул. Брюллова, 3, 5, 7-11);
- здание железнодорожной больницы (ул. Архитектора Кобелева, 9).

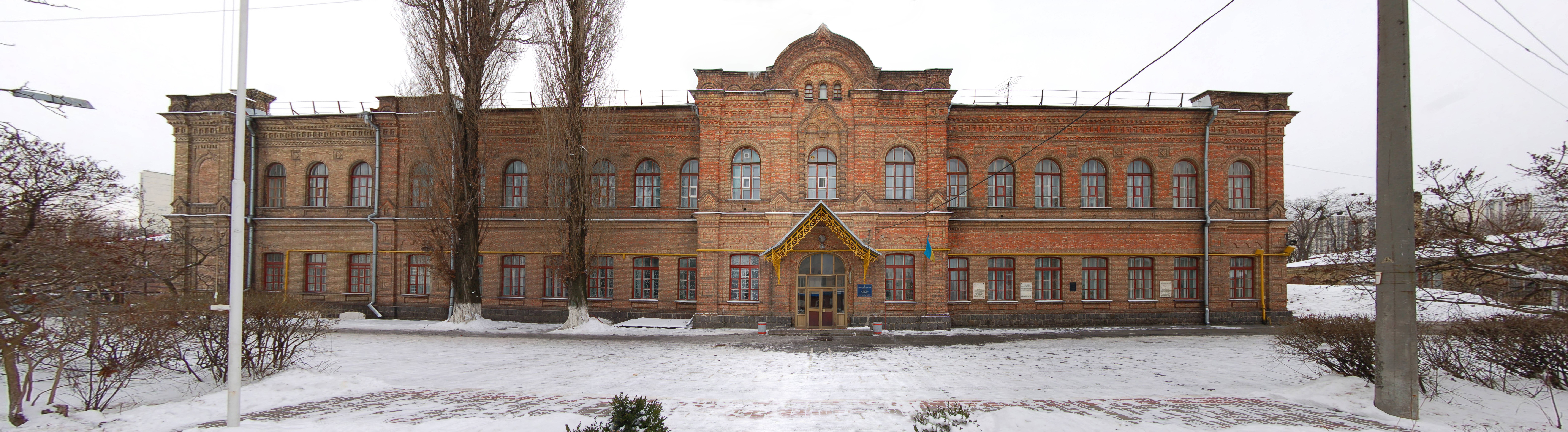
ул. Архитектора Кобелева, 1/5
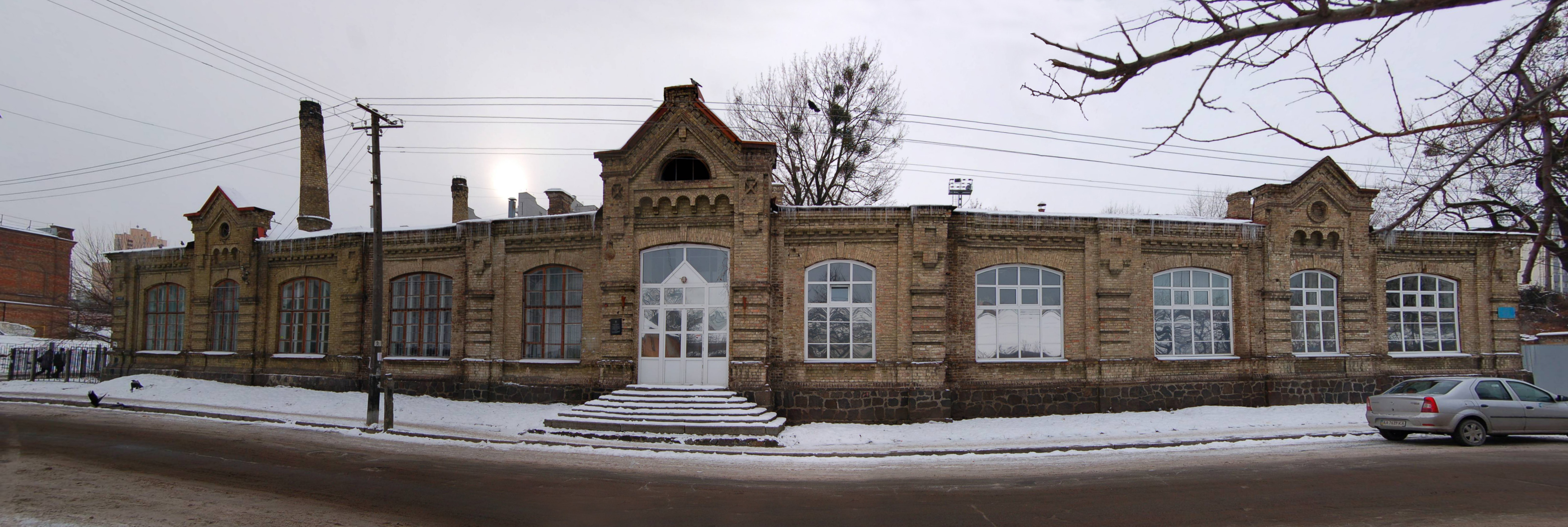
ул. Архитектора Кобелева, 3/8

## Выдающиеся личности, связанные с этой местностью
В разное время тут проживали или работали Александр Бородин, Александр Вертинский, Павел Губенко (Остап Вишня), Анатолий Петрицкий.